# Bill Ryder-Jones
Bill Ryder-Jones (* 10. srpna 1983) je anglický hudebník a hudební producent. V roce 1996 spoluzaložil skupinu The Coral, ve které byl až do roku 2008 sólovým kytaristou. Později podepsal smlouvu s hudebním vydavatelstvím Domino Records a vydal několik sólových alb. V roce 2013 hrál v písni „Fireside“ z alba AM skupiny Arctic Monkeys. Již dříve spolupracoval se zpěvákem této skupiny, Alexem Turnerem, na jeho EP Submarine (2011). V roce 2014 produkoval album Annabel Dream Reader skupiny The Wytches.